# Rotes Wasser (Ohm)
Das Rote Wasser ist ein 18,6 km langer und rechtsseitiger Zufluss der Ohm aus dem Burgwald im hessischen Landkreis Marburg-Biedenkopf.

## Geographie

### Verlauf
Das Rote Wasser entspringt westlich der Franzosenwiesen, einem Moor- und Feuchtwiesengebiet im zentralen Burgwald im Osten der Gemarkung Wetters. Nach dem Passieren der Wiese in östliche Richtung tritt der Fluss in Rauschenberger Gebiet über und ändert bald darauf seinen Verlauf in südöstliche, nach dem Kreuzen der Landesstraße 3077 (Bracht-Rosenthal) in südliche Richtung, wobei er sich nie sehr weit von der nun westlich verlaufenden Landesstraße entfernt.
Nachdem in Bracht die Landesstraße ihren Verlauf in Richtung Osten ändert und das Rote Wasser ein zweites Mal kreuzt, bleibt der Fluss von nun an ein östlicher Begleiter der Kreisstraße 3 in Richtung Schönstadt, das er durchquert und an dessen Südwestrand er den Gutshof Fleckenbühl beidseitig umfließt. Dann fließt er, dabei u. a. für 2 km als ungefähre Grenze zwischen Rauschenberg und Cölbe, als westlicher Begleiter der Bundesstraße 3 nach Süd-Südwesten.
Am Chausseehaus schließlich kreuzt die B 3 den Fluss, wonach das Rote Wasser in einem leichten Ost-Bogen Bürgeln berührt und schließlich in südwestliche Richtung der Ohm zufließt, die nach weniger als 2 Kilometern die westlich passierende Lahn speisen wird.

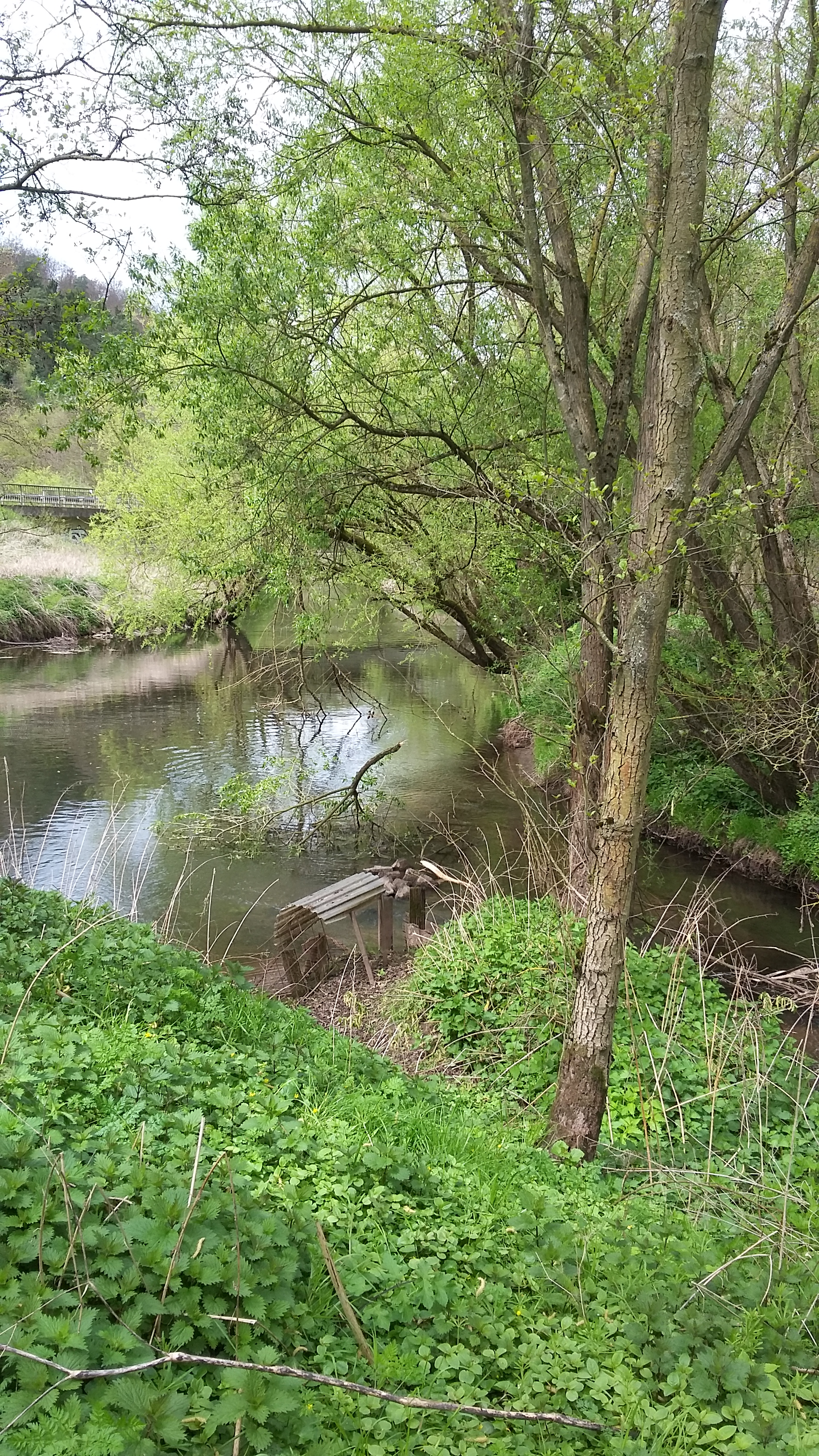
Rotes Wasser mündet von Osten (im Bild von rechts) kommend in die Ohm

### Zuflüsse
Von der Quelle zur Mündung (Auswahl):
- Schwarzbornbach, von links in Schönstadt
- „Bach aus dem Langen Grund“, von rechts in Schönstadt

## Mühlen
Entlang des Roten Wassers finden sich zahlreiche Mühlen:
- Dorfmühle Bracht
- Waldmühle
- Neue Mühle bei Schönstadt
- Fleckenbühler Mühle
- Rondeshäuser Mühle
- Dorfmühle Bürgeln